# Loire (departma)
Loire (frankoprovansalsko Lêre, okcitansko Léger/Leir, oznaka 42) je francoski departma, imenovan po reki Loari (francosko Loire). Nahaja se v regiji Rona-Alpe.

## Zgodovina
Departma je bil ustanovljen med francosko revolucijo 12. avgusta 1793 ob razpadu prvotnega Rhône-et-Loire na dva dela.
Prvotnemu glavnemu mestu Feursu je leta 1795 sledil Montbrison, od leta 1855 dalje pa je to Saint-Étienne.

## Geografija
Loire (Loara) leži v severozahodnem delu regije Rona-Alpe. Na vzhodu meji na departma Rhône, na jugu na Isère in Ardèche, na zahodu na departmaje regije Auvergne Zgornjo Loaro, Puy-de-Dôme in Allier, na severu pa na departma Saona in Loara (regija Burgundija).